# Timandra derufata
Timandra derufata là một loài bướm đêm trong họ Geometridae.